# Бондаренко, Анатолий Александрович
Анатолий Александрович Бондаренко (род. 25 мая 1950, Шестаково, Иркутская область) — советский, украинский и российский театральный актёр и режиссёр. Заслуженный артист Украинской ССР (1979), Народный артист Украины (1997).

## Биография
Родился 25 мая 1950 года в в селе Шестаково Иркутской области. В 1972 году окончил Иркутское театральное училище. Работал в театрах Новочеркасска, Липецка, Рубцовска, Ворошиловграда (Луганска). В 1986 году был принят в труппу Крымский академический театр имени М. Горького, где служит до настоящего времени. Помимо актёрского амплуа выступает как режиссёр-постановщик.
Заслуженный артист Украинской ССР (1979), Народный артист Украины (1997). Государственная премия Республики Крым за роль Дракона в спектакле «Дракон» (2020). Награждён Почётной грамотой Президиума Верховной Рады Автономной Республики Крым (2000) и знаком отличия Автономной Республики Крым «За верность долгу» (2010).

## Творчество

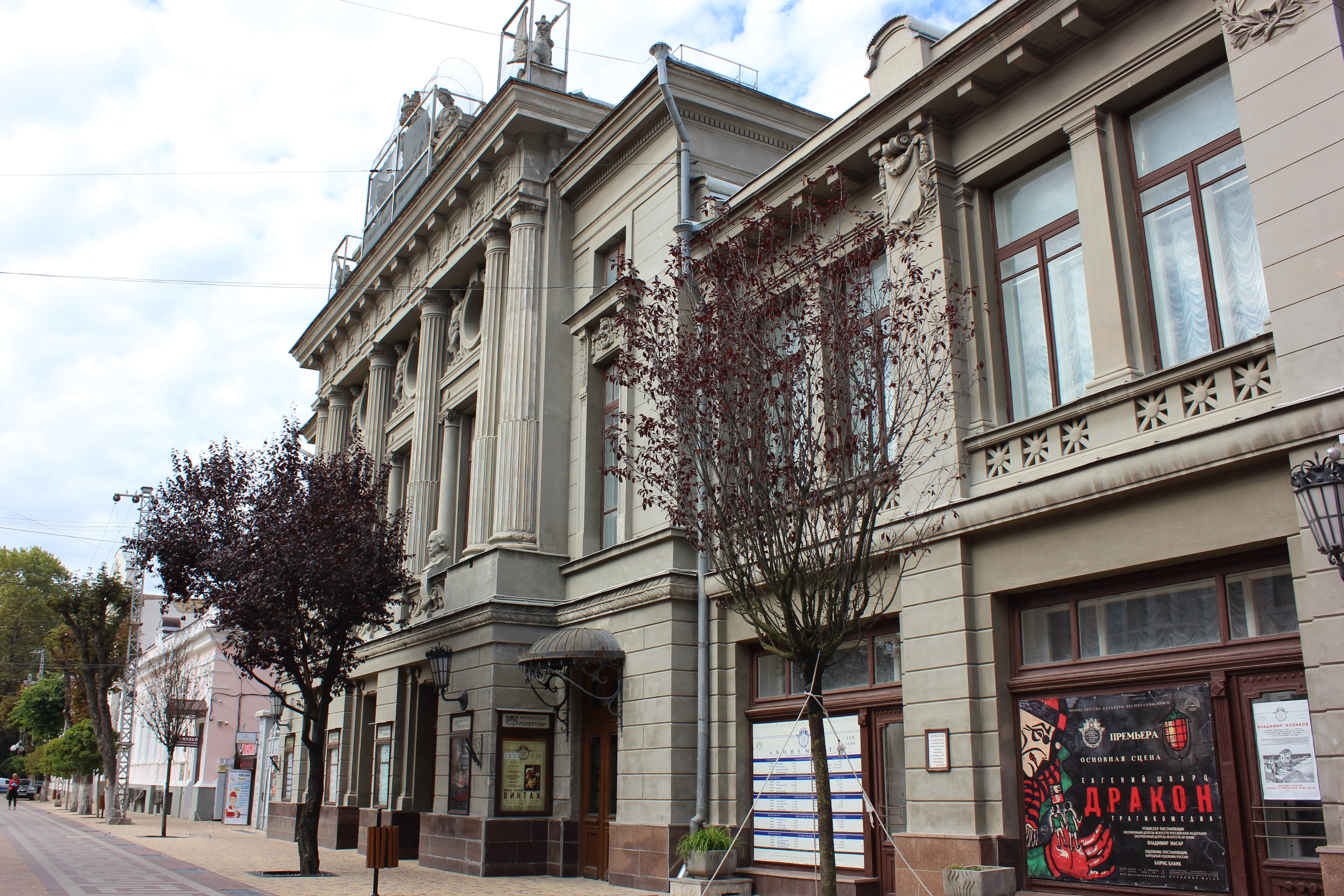
Афиша спектакля Дракон, за роль в котором Бондаренко получил Госпремию РК в 2020 году.

В Ворошиловграде исполнял роли в классических пьесах Н. Гоголя, П. Кальдерона, А. Островского, играл в современной драматургии. Уже в двадцать девять лет был удостоен звания заслуженного артиста УССР. Первой ролью на симферопольской сцене, был Андрей Белугин в комедии А. Островского и Н. Соловьёва «Женитьба Белугина». Сейчас «Женитьба Белугина» вновь в репертуаре, только сейчас он исполняет роль отца Андрея — Гаврилы Пантелеича. В драматургии Островского раскрылась его индивидуальность. В «Красавце мужчине» он играл Аполлона Окаёмова, в «Такие люди нам нужны» («На всякого мудреца довольно простоты») — Мамаева, в «Волках и овцах» — Чугунова.
В творческой биографии Бондаренко значимы булгаковские герои. В «Днях Турбиных» он играл Алексея Турбина. В спектакле «Мастер и Маргарита» он Мастер. В его трактовке это земной человек без излишней философичности и психологического излома, прежде всего порядочный человек, не способный на ложь и предательство. Меня «тянули» на роли героев, а я всегда предпочитал роли характерные — говорит Анатолий Александрович. Лейзер в «Поминальной молитве», Торчалов в «Страстях по Торчалову», Гаврюшин в «Жить как боги», Ляпкин-Тяпкин в «Ревизоре», Дракон в одноимённом спектакле, Степан Николаевич в спектакле «Постель брать будем?», Свидетель в «Его донжуанском списке» Валентина Красногорова. Анатолий Александрович может работать на стыке жанров, сочетая глубину с колоритным внешним решением роли, например в образе функционера Барабаша в комедии Юрия Полякова «Рублёвка, 38 Бис».
Полтора десятка спектаклей поставлены им в разные годы в качестве режиссёра. Среди них «Поздний час упоительной ночи», «Постель брать будем?», «Пять жар-птиц в поместье ворона», «Четыре причины пожениться».